# بوكرام (مولاي عيسى بن إدريس)
بوكرام هي إحدى مشيخات المملكة المغربية، تتبع جغرافيا لإقليم أزيلال وإداريًا لمولاي عيسى بن إدريس. يقدر عدد سكانها بـ 2135 نسمة حسب الإحصاء الرسمي للسكان والسكنى لسنة 2004.